# Andrzej Janowicz Dzierżek
Andrzej Janowicz Dzierżek (Dzierżko) herbu Nieczuja – podkomorzy trocki w latach 1566–1579, dworzanin Jego Królewskiej Mości.
Jako poseł powiatu trockiego był obecny na sejmie w Lublinie w 1569 roku. Jako przedstawiciel Wielkiego Księstwa Litewskiego podpisał akt unii lubelskiej 1569 roku.